# Steffen Merkel

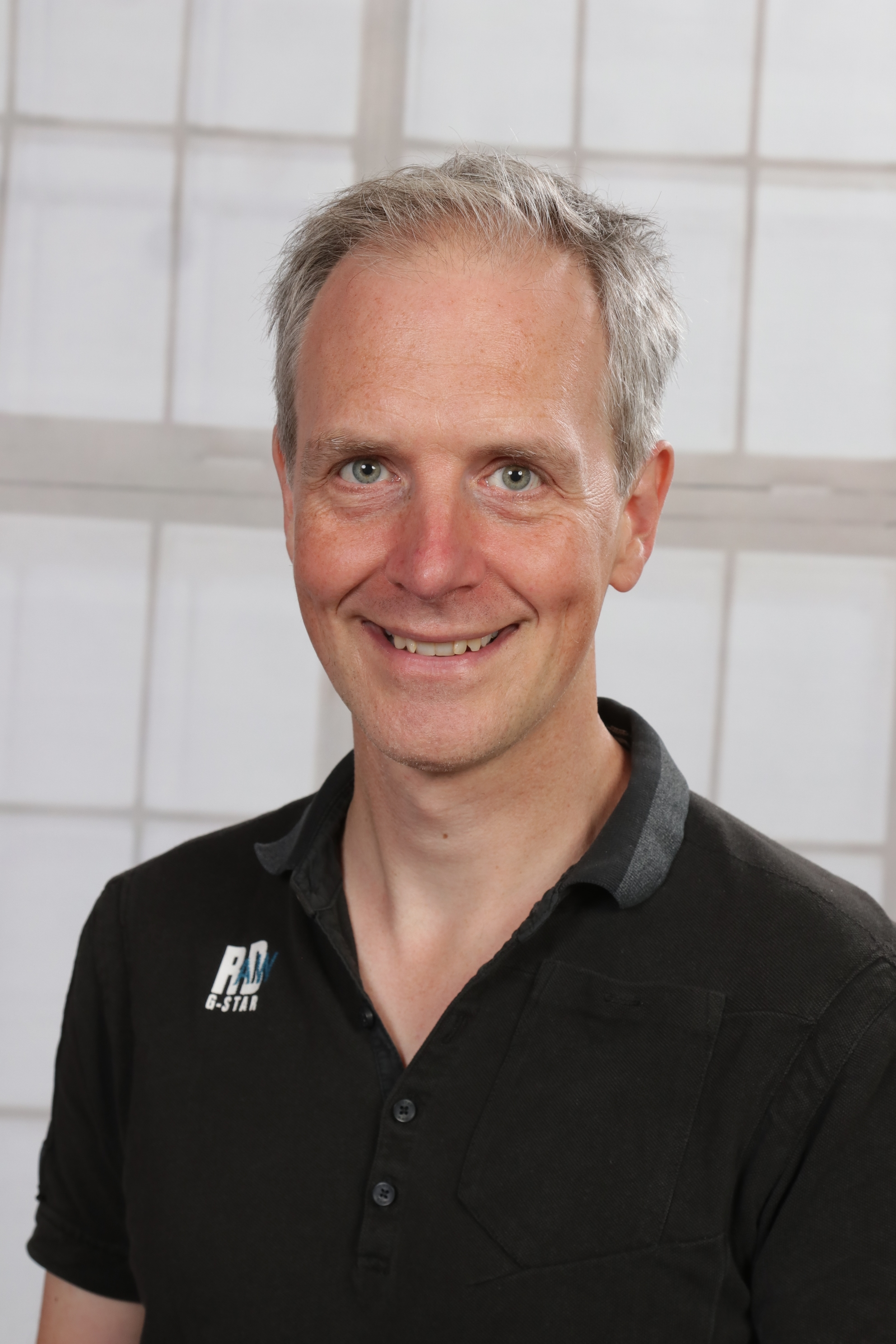
Steffen Merkel

Steffen Merkel (* 8. Oktober 1975 in Hannover) ist ein deutscher Musiker und Autor.

## Leben
Steffen Merkel studierte Lateinamerikanische Percussion und Schulmusik am Conservatorium Rotterdam (Codarts) bei Lucas van Merwijk, Nils Fischer und Martin Verdonk in den Niederlanden. Sein Studium schloss er mit einem Bachelor of Arts ab. Weitere Lehrer und Mentoren waren Marcio Doctor, Conny Sommer, José Cortijo und John Santos.
Ab 1996 war Merkel Mitglied des Hamburger Landesjugendjazzorchesters unter der Leitung von Nils Gessinger und Jochen Arp sowie des Bundesjugendjazzorchesters unter der Leitung von Peter Herbolzheimer. Mit seinen eigenen Bands trat er bei verschiedenen Jazz-Festivals auf.  Ebenso wirkte er mehrere Jahre bei Musicalproduktionen mit.
2007 gründete er mit Michael Reinhold das Unternehmen Musicworks in Hamburg. Das Start-up bekam 2014 bei der Investoren-Show Die Höhle der Löwen/Staffel 1 auf VOX einen Zuschlag der Jochen Schweizer Gruppe. Nach dem Ausscheiden bei Musicworks im Jahr 2016 spezialisierte sich Merkel auf Lehrerfortbildungen. Er lehrt als Dozent für Percussion an der Fakultät Bildung der Leuphana Universität Lüneburg.
Als Autor veröffentlichte Merkel mehrere Bücher zu den Themen Cajón in der Schule, Bodypercussion und Boomwhackers.

## Publikationen
- mit Claudia Hammerer: Bodysounds, Books on Demand, Norderstedt 2010, ISBN 978-3-8391-6801-1.
- Cajon in der Schule. Lugert Verlag, 2014, ISBN 978-3-89760-382-0.
- Bodypercussion. 12x Bodypercussion für die Grundschule von Kinderlied bis Popsong, Lugert Verlag 2021, ISBN 978-3-89760-490-2.
- Bodypercussion. 12x Bodypercussion zu Popsongs für Klasse 5–7. Lugert Verlag, 2021, ISBN 978-3-89760-551-0.
- Weihnachtslieder rhythmisch begleiten: Musik ohne Musikraum. Lugert Verlag, 2022, ISBN 978-3-89760-497-1
- Boomwhackers. 12 Mitspielsätze für die Grundschule von Kinderlied bis Popsong. Lugert Verlag, 2022, ISBN 978-3-89760-495-7.
- Boomwhackers. 12 Mitspielsätze für die Klasse 5-7 von Rock bis Pop. Lugert Verlag, 2022, ISBN 978-3-89760-554-1.

## Diskografie
- In Time. Jazzessenz – Das Landesjugendjazzorchester Hamburg. Mit Bob Mintzer (Saxophon), Landesjugendjazzorchester Hamburg, Leitung: Nils Gessinger (Jazz youNites Music – JYN 22305; 1999)
- Mehrzad Marashi: Entfesselt und frei (Nex, NEX-001-STD; 2014)